# 김기종 (축구인)
김기종(1975년 5월 22일 ~ )은 대한민국의 축구 선수이며, 포지션은 공격수이다.